# 인스타360
인스타360(Insta360, 중국어: 影石创新科技股份有限公司, 아라시 비전, Arashi Vision Inc.)은 광둥성 선전시에 본사를 둔 카메라 기업으로, 로스앤젤레스, 도쿄도, 베를린에 사무소를 두고 있다. 액션 카메라, 360도 카메라, 모바일 및 데스크톱용 편집 소프트웨어, 180도 3D 카메라를 생산한다.

## 제품 계열

### 액션 카메라
- Insta360 X3
- Insta360 ONE RS
- Insta360 ONE X2
- Insta360 ONE R
- Insta360 GO 2

### 360 카메라
- Insta360 ONE RS 1-Inch 360

### 프로페셔널 VR 카메라
- Insta360 Titan
- Insta360 Pro 2